# أندي فريدريك
أندي فريدريك (بالإنجليزية: Andy Frederick)‏ هو لاعب كرة قدم أمريكية أمريكي، ولد في 25 يوليو 1954 في أوك بارك في الولايات المتحدة.

## وصلات خارجية
- أندي فريدريك على موقع مرجع كرة القدم المحترفة.كوم (الإنجليزية)